# Kelvin de Ruiter
Kelvin de Ruiter (Den Helder, 31 maart 1988) is een Nederlands krachtsporter. Hij won in 2019, 2021, 2022 en 2023 de titel Sterkste Man van Nederland.

## Wereldrecords
In 2018 en 2019 werd De Ruiter wereldkampioen vrachtwagentrekken.
In september 2020 verbeterde De Ruiter het wereldrecord op de partial deadlift met 70 kilogram. De Ruiter kwam tot een lift van 670 kilogram.

## 2021
In 2021 wint De Ruiter weer de titel, dit keer in Kampen, op 14 augustus.
Op 14 november 2021 wint De Ruiter de wereldtitel van de Strongman Champions League, hij was de sterkste man van 16 wedstrijden in 2021, in 16 verschillende landen, met als laatste land Turkije. Hij won (ook) deze laatste wedstrijd. De Ruiter is de eerste Nederlander die kampioen wordt van de Strongman Champions League. 

## 2022 - 2024
Op 9 juli 2022 behaalde De Ruiter voor de derde maal de titel, Sterkste Man van Nederland, deze keer in Almere. Op 8 juli 2023 behaalde hij weer de titel, voor de vierde maal.
In Rustenburg, Zuid-Afrika werd De Ruiter, op 21 oktober 2023, wereldkampioen vrachtwagentrekken (Truck Pull).
De Ruiter haalde op 7 juli 2024 de tweede plaats bij de wedstrijd Sterkste Man van Nederland. De vier voorgaande edities won hij.